# لودویگ بولتسمان
لودویگ بولتسمان (به آلمانی: Ludwig Boltzmann) (زاده ۲۰ فوریه ۱۸۴۴ – ۵ سپتامبر ۱۹۰۶) فیزیک‌دان و فلسفه‌دان اتریشی بود. او در دانشگاه‌های وین، گراتش، مونیخ، و لایپزیگ درس می‌داد. بزرگترین دست‌آوردهای او در ترمودینامیک و مکانیک آماری است، که او حرکت برگشت‌پذیر میکروسکوپی ذرات را به فرایندهای ماکروسکوپیک بازگشت‌ناپذیر ربط داد.
او که یکی از حامیان سرسخت اتم‌گرایی بود، در برابر ارنست ماخ و ویلهلم اوستوالد از وجود اتم دفاع می‌کرد. او همچنین یکی از کامل‌کنندگان فیزیک کلاسیک در قرن نوزدهم میلادی، و نوآوران فیزیک در آغاز قرن بیستم میلادی شناخته‌می‌شود، و هر چند خود نقشی در آن نداشت،  روش‌های نوآورانه او در بسیاری از ارجاعات اثرگذار بود.
او که از افسردگی رنج می‌برد در ۶۲ سالگی به زندگی‌اش پایان داد.

## زندگی

### کودکی و تحصیلات
بولتسمان در وین، پایتخت امپراتوری اتریش، زاده‌شد. پدرش، لودویگ گرگ بولتسمان، مأمور مالیات بود و پدربزرگش ساعت‌ساز بود. مادرش، کاترینا پاورنفیند، از زالتس‌بورگ بود. او آموزش ابتدایی را از معلم سرخانه فراگرفت. بولتسمان در لینتس، در اوبراُسترایش به دبیرستان رفت. او در ۱۵ سالگی پدرش را از دست داد.
بولتسمان، ۱۸۶۳، شروع به تحصیل فیزیک در دانشگاه کرد. او، ۱۸۶۶ زیرنظر یوزف اشتفان و در زمینه نظریه جنبشی گازها دکترا گرفت. ۱۸۶۷، به عنوان مدرس مشغول بکار شد. او پس‌از دکترا، دو سال نیز به عنوان دستیار اشتفان کار کرد. در واقع این اشتفان بود که بولتسمان را به ماکسول معرفی کرد.

### حرفه دانشگاهی
۱۸۶۹ و در ۲۵ سالگی، به لطف معرفی‌نامه‌ای که استفان نوشت، استاد تمام ریاضی فیزیک در دانشگاه گراتس شد. ۱۸۶۹، چند ماهی را در هایدل‌برگ به همکاری با رابرت بونزن و لئو کونیگزبرگر و سپس در ۱۸۷۱ در برلین به همکاری با گوستاو کیرشهف و هرمان فون هلم‌هولتز پرداخت. ۱۸۷۳، استاد ریاضی دانشگاه وین شد و تا ۱۸۷۶ ادامه داد.

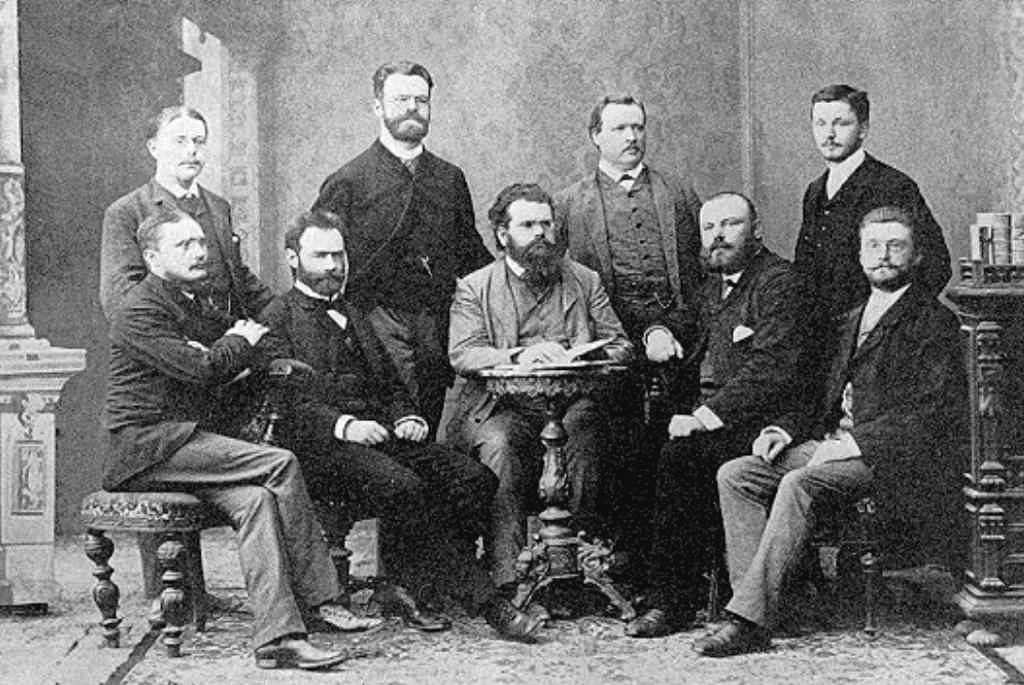
لودویگ بولتسمان به همراه همکاران خود در دانشگاه گراز ۱۸۸۷.

۱۸۷۲، بسیار پیشتر از آن که زنان در دانشگاه‌های اتریش پذیرفته شوند، او با هنریت فون آیگنلر، معلم باانگیزه ریاضی و فیزیک در گراتس دیدار کرد. او پیش‌ازآن از حضور غیررسمی در کلاس منع شده‌بود. با راهنمایی بولتسمان، هنریت دوباره درخواست داد و این‌بار پذیرفته‌ شد. ۱۷ ژوئیه ۱۸۷۶ لودیگ بولتسمان با هنریت ازدواج کرد؛ آن‌ها سه دختر و دو پسر آوردند. بولتسمان به گراتس برگشت تا کرسی استادی فیزیک تجربی را بر عهده بگیرد. از جمله دانشجویان او در گراتس سوانت آرنیوس و والتر نرنست بودند. او ۱۴ سال را به خوشی در گراتس گذراند و همان‌جا بود که مفهوم آماری طبیعت را بسط داد.
بولتسمان، ۱۸۹۰، رئیس گروه فیزیک نظری دانشگاه مونیخ شد.۱۸۹۳، بولتزمان به‌دنبال مرگ استادش، استفان، استاد فیزیک نظری دانشگاه وین شد.

### سال‌های پایانی عمر
بولتسمان زمان زیادی از سال‌های پایانی عمر خویش را صرف دفاع از نظریه‌هایش کرد. او نتوانست با برخی از همکارانش کنار بیاید، به‌ویژه با ارنست ماخ که بعدها در ۱۸۹۵ استاد فلسفه و تاریخ علم شد، همان سالی که گرگ هلم و ویلهلم اوستوالد در جلسه‌ای نظرشان دربارهٔ انرژیتیک را در لوبک پیش نهادند. آن‌ها انرژی، و نه ماده، را سازنده اصلی جهان می‌دانستند. نظریه بولتسمان روز بعد به همراه سایر فیزیکدانانی که از تئوری‌های اتمی او حمایت می‌کردند ارائه شد. ۱۹۰۰، با دعوت ویلهم استولد، بولتسمان به دانشگاه لایپزیگ رفت. بعد از بازنشستگی ماخ در اثر بیماری، در ۱۹۰۲ بولتسمان به وین بازگشت و ۱۹۰۳ با چند همکار اتریشی‌اش، انجمن ریاضی اتریش را بنا نهاد.
در وین بولتسمان فیزیک و نیز فلسفه درس می‌داد. کلاس فلسفه طبیعی بولتسمان بسیار پر طرفدار بود و توجه بسیاری را در آن زمان به خود جلب می‌کرد. اولین درس او موفقیت بزرگی بود. بزرگترین کلاس برای این درس اختصاص داده شده‌بود با این حال بسیاری بر روی نرده‌ها نشسته بودند. به خاطر موفقیت بزرگ درس فلسفه بولتسمان امپراتور او را به کاخ دعوت نمود.
در این ایام بولتسمان به افسردگی مبتلا شده‌بود. از نشانه‌های افسردگی بولتسمان اختلال دوقطبی بود. خود بولتسمان خود معتقد بود دلیل این بیماری به خاطر زمان تولد وی در شب بین سه‌شنبه اعتراف و چهارشنبه خاکستر بود. بسیاری از نزدیکان وی از افسردگی و موارد تلاش برای خودکشی او آگاه بودند.
سرانجام در طی یکی از حملات افسردگی بولتسمان خود را در پنجم سپتامبر ۱۹۰۶ در طی یک مسافرت تابستانی در دینو در کشور ایتالیا حلق‌آویز نمود. او در زندرالفیداوف اتریش به خاک سپرده شد. بر سنگ قبر او فرمول معروفش برای آنتروپی
{\displaystyle S=k\cdot \log W\,}
حک شده‌است.

## فلسفه

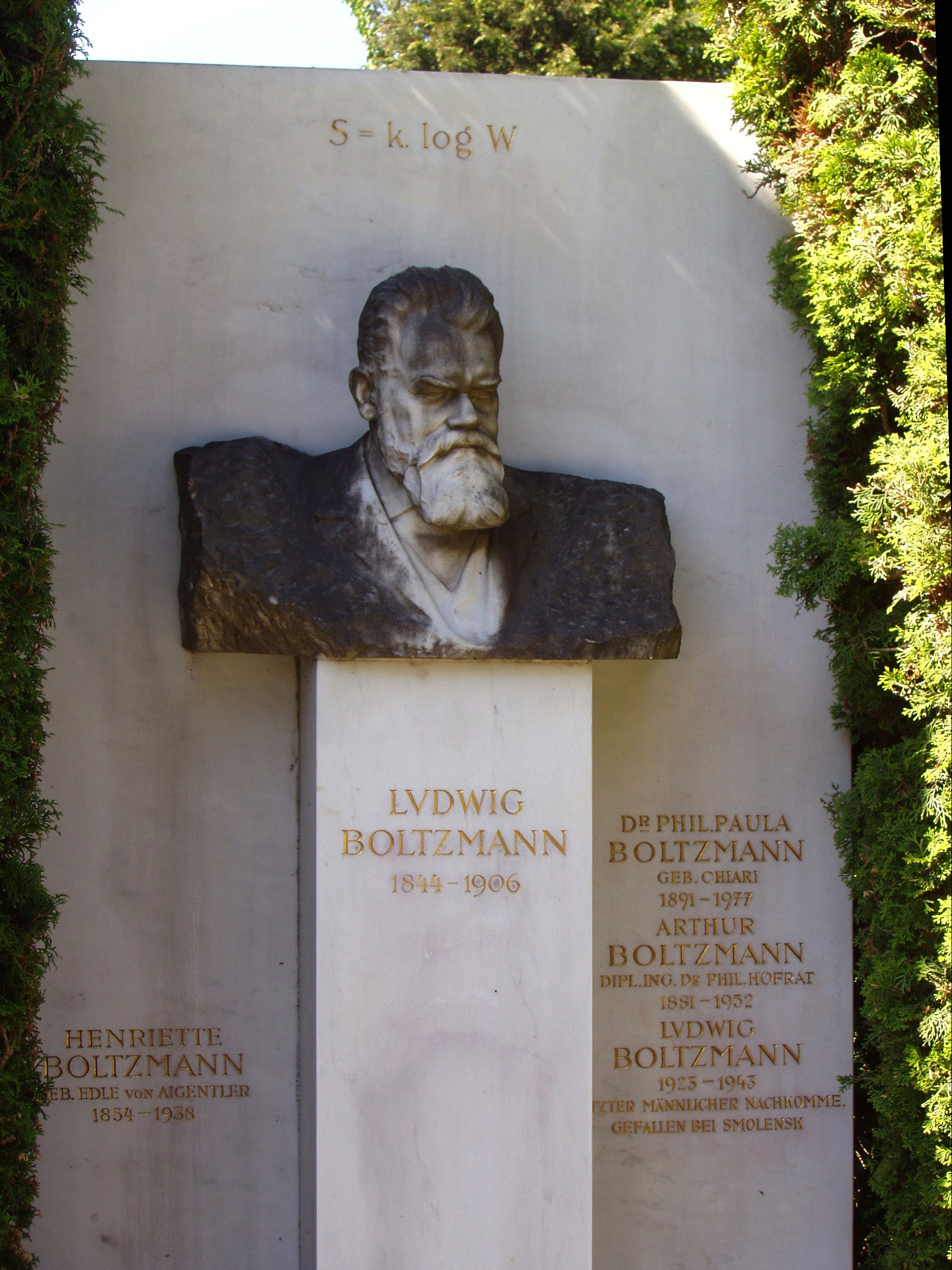
مقبره لودویگ بولتسمان

نظریه جنبشی گازها با فرض حقانیت اتم‌ها و مولکول‌ها ابداع شده‌است، با این حال اکثر فیلسوفان آلمانی و بسیاری از دانشمندان از جمله ارنست ماخ و شیمیدان فیزیکی ویلهم استولد به وجود آن‌ها اعتقادی نداشتند. در سال‌های ۱۸۹۰ بولتسمان تلاش کرد تا با گرفتن منطقی میانه بتواند به هر دوی فیزیکدانان معتقد و بی اعتقاد بتوانند با هم همکاری نمایند. راه حل او استفاده از نظریه هنریش هرتز بود که در آن اتم‌ها تصاویر ("Bilder") بودند. معتقدان به اتم می‌توانستند فرض کنند که این تصاویر اتم‌ها هستند و بی اعتقادان به اتم می‌توانستند تصور کنند که این تصاویر مجازی مفید ولی غیرواقعی هستند؛ ولی این نظریه هیچ‌کدام از دو گروه‌ها را قانع نکرد. بدتر از گذشته استولد و بسیاری دیگر از مدافعان ترمودینامیک محض سعی نمودند نظریه جنبشی گازها و آماری را رد کنند زیرا فرض بولتسمان برای اتم‌ها و گازها حالت خاصی از فرض آماری از قانون دوم ترمودینامیک می‌باشد.
در زمان آغاز قرن جدید، دانش بولتسمان با اعتراض دیگری مورد تهدید قرار می‌گرفت. برخی فیزیکدانان، شامل دانشجوی ماخ، گوستاو جوانمن، هرتز را به معنی آن‌که تمامی رفتار الکترومغناطیسی پیوسته‌است تفسیر نمود، به گونه‌ای که نه اتم و نه مولکولی وجود ندارد، و به مثابه آنکه تمامی رفتار فیزیکی الکترومغناطیسی است. این جنبش در حدود ۱۹۰۰ بولتسمان را به‌طور فزآینده‌ای افسرده نمود زیرا این می‌توانست به معنی پایان تئوری کینتیک و تفسیر آماری قانون دوم ترمودینامیک باشد.
پس از بازنشستگی ماخ در وین در ۱۹۰۱، بولتسمان به آن‌جا بازگشت تا فلسفه دان شود و تهدیدهای فلسفی فیزیک خود را رد نماید، ولی به زودی دوباره مأیوس شد. در ۱۹۰۴ در کنفرانس فیزیکی در سنت لویس به نظر می‌رسید اکثریت فیزیک‌دانان اتم‌ها را رد می‌کنند و او حتی به بخش فیزیک دعوت هم نشد. به جای آن، او در بخشی به نام ریاضیات کاربردی گیر کرد، او ستیزه‌جویانه به فلسفه تاخت، به ویژه در مورد نقش فلسفه داروینی که واقع در عبارات تئوری لامارکی مشخصاتی را مردم به ارث برده‌اند و این کار را برای دانشمندان دشوار نموده تا از چنین میراثی عبور کنند.
به سال ۱۹۰۵ بولتسمان مکاتباتی را با فرانتس برنتانو، فلسفه دان آلمانی-اتریشی، آغاز نمود تا ظاهراً بهتر در فلسفه ماهر شده، و بهتر بتواند ارتباط آن را با علم نفی کند، ولی او از این روش هم ناامید شد. در سال بعد، ۱۹۰۶، اوضاع ذهنی او به قدری بد شد که مجبور به استعفا از سمت خود شد. او در سپتامبر همان سال هنگامی که به همراه همسر و دخترش در مسافرتی در تریسته ایتالیا به سر می‌برد خودکشی کرد.

## فیزیک
مهم‌ترین کار علمی بولتسمان در نظریه جنبشی می‌باشد، که شامل توزیع ماکسول-بولتزمن برای سرعت مولکولی در گازها است. علاوه بر این، آمار ماکسول-بولتسمان و توزیع بولتسمان برای انرژی‌ها هنوز جزو پایه‌های مکانیک آماری کلاسیک به‌شمار می‌آیند. این تئوری‌ها به بسیاری از پدیده‌هایی که نیازی به آمار کوانتومی ندارند و معنی خاصی به تعریف ترمودینامیکی دما می‌دهد.

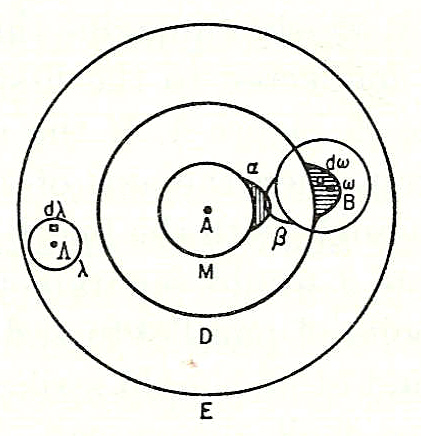
دیاگرام مولکول ۱۸۹۸ I_{2} که همپوشانی مناطق حساس (α, β) را نشان می‌دهد.

در آن زمان اکثر فیزیکدانان غیر از ماکسول در اسکاتلند و گیبز در ایالات متحده با حقانیت وجود اتم مخالف بودند، هرچند شیمیدان‌ها در پی کشف جان دالتون در ۱۸۰۸ به وجود اتم واقف شده‌بودند. بولتسمان با ویراستار مجله مهم آلمانی فیزیک در استفاده از کلمه اتم یا مولکول به جای ساختارهای تئوری مشکل اساسی داشت. تنها چند سال پس از مرگ بولتسمان، مطالعه پرین دربارهٔ سوسپانسیون کلویدها (۱۹۰۸–۱۹۰۹)، بر پایه نظریه اینشتین در سال ۱۹۰۵، اندازه عدد آووگادرو و ثابت بولتسمان را تأیید نمود و به جهانیان اثبات کرد که این ذرات ریز واقعاً وجود دارند.
همان‌طور که پلانک می‌نویسد: رابطه لگاریتمی بین آنتروپی و احتمال برای اولین بار توسط بولتسمان در تئوری جنبشی گازها ارائه شد. این فرمول مشهور برای آنتروپی S به صورت زیر می‌باشد
{\displaystyle S=k_{B}\ln W\,}
که در آن {\displaystyle k_{B}} ثابت بولتسمان و {\displaystyle \ln } لگاریتم طبیعی می‌باشد. {\displaystyle W} مخفف Wahrscheinlichkeit کلمه‌ای آلمانی برای احتمال بروز ماکرو استیت، یا به عبارت دقیق‌تر، تعداد حالات ممکن ریزحالت سیستم - تعداد حالاتی (غیرقابل رویت) در حالت (قابل رویت) ترمودینامیکی سیستمی می‌تواند با ارزیابی موقعیت‌ها و مومنتم مولکول‌های مختلف سیستم تحقق یابد. پارادایم بولتسمان گاز ایده‌آلی از N ذره یکسان تشکیل شده که Ni تای آن‌ها در حالت ماکروسکوپیک موقعیت و ممنتوم iام قرار دارند. W می‌تواند توسط جایگشت ماکسول-بولتسمان تعیین شود:
{\displaystyle W=N!\prod _{i}{\frac {1}{N_{i}!}}}
که در آن i شامل همه احتمالات مولکولی می‌باشد ({\displaystyle !} نشانگر فاکتوریل می‌باشد).
بولتسمان هچنین بواسطه پیشنهاد او در سال ۱۸۷۷ مبتنی برا اینکه سطح انرژی ذرات سیستم می‌تواند مجزا از هم باشد، یکی از پیشروان مکانیک کوانتومی شناخته می‌شود.